# Alan Baddeley
Alan Baddeley (Leeds, 1934. március 23. –) angol pszichológus, a University of York professzora. Nevéhez fűzödik a Baddeley-féle munkamemória-modell, a rövid távú emlékezet egyik legbefolyásosabb modellje.

## Életpályája

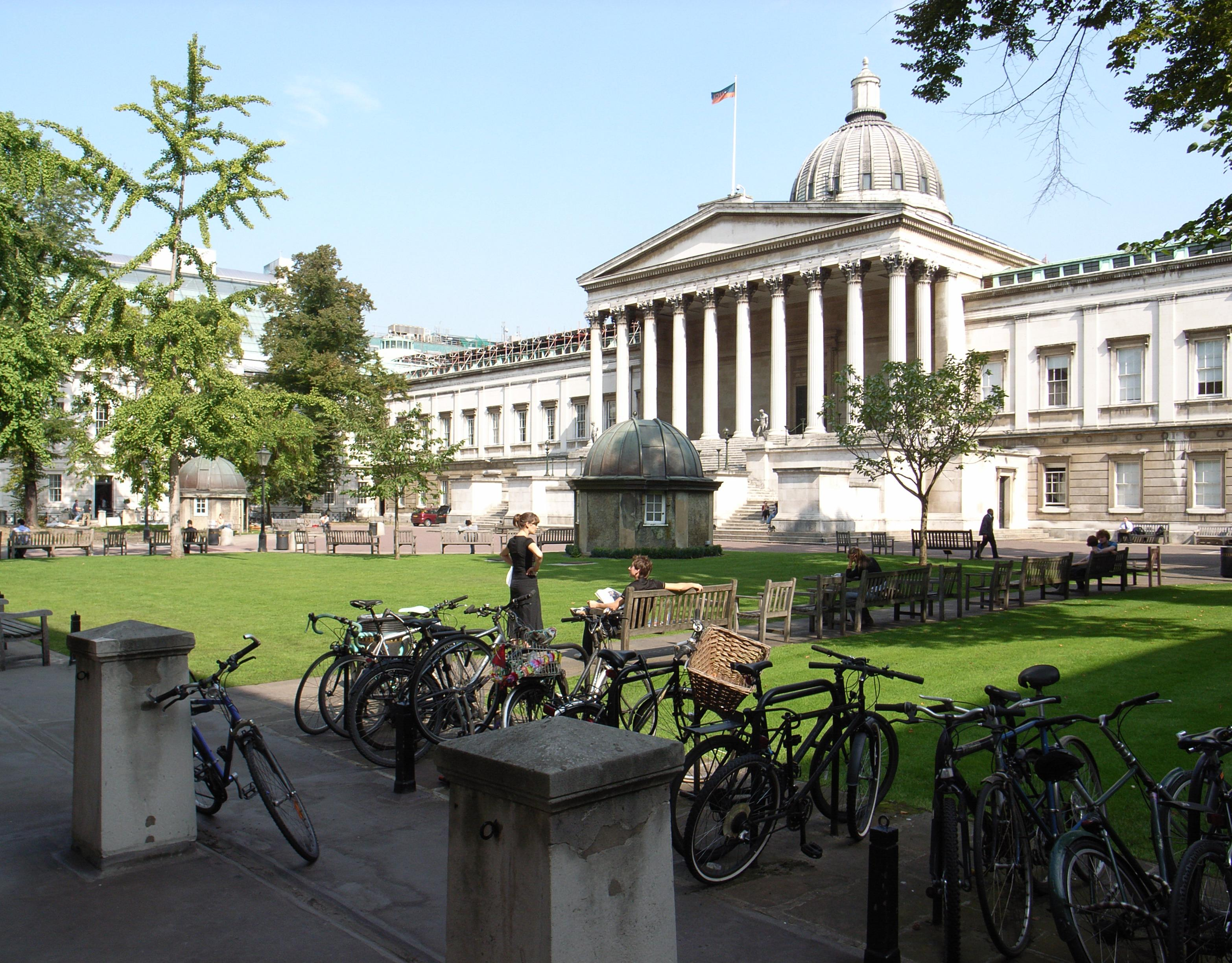
University College, London

A University College Londonban szerezte egyetemi (BA) diplomáját 1956-ban. Mesterszintű oklevelét a Princeton University-n szerezte. Doktori végzettségét 1962-ben érte el Cambridge-ben, ahol ezután még 9 évig dolgozott az emlékezeti alap- és alkalmazott kutatásokban. Később a sussexi Kísérleti Pszichológia Tanszéken dolgozott. Ezután a University of Stirling kutatója lett, itt kapott professzori címet, majd újabb 20 évre visszatért Cambridge-be. Később Bristolban dolgozott, jelenleg a University of York professzora.

## Kutatásai
Graham Hitchcsel együtt dolgozták ki a munkamemória modelljét. A modell szerint két rövid távú emlékezeti rendszer (a fonológiai hurok és a téri-vizuális vázlattömb) tárolja az információkat, míg a központi végrehajtó hangolja össze és vezérli a két alrendszer működését. A modell a rövid távú emlékezet területén ismert legtöbb eredményt kezelni tudja.
Baddeley társszerzőként több neuropszichológiai teszt kifejlesztésében vett részt:
- Doors and People
- Children's Test of Nonword Repetition (CN REP)
- Rivermead-teszt
- Autographical Memory Interview (AMI)
- Visual Patterns Test (VPT)
- Speed and Capacity of Language Processing Test (SCOLP).

Baddeley nagy számú tudományos közlemény és több könyv szerzője.

## Hatása Magyarországon
Alan Baddeley Az emberi emlékezet (Human memory) c. könyvét Racsmány Mihály fordította magyar nyelvre, először 2001-ben jelent meg, majd 2003-ban és 2005-ben is. A magyar pszichológiai oktatás egyik kézikönyvévé vált. Angol nyelvű tudományos közleményei olvasottak a magyarországi egyetemeken és kutatói helyeken.

## Díjak, elismerések
Tagja a Royal Society-nek, a British Academy-nek és az American Academy of Arts and Sciences-nek. Az emlékezet kutatásában elért eredményeiért a „Commander of the Order of the British Empire” címet kapta.

## Magyarul megjelent művei
- Az emberi emlékezet; ford. Racsmány Mihály; Osiris, Budapest, 2001 (Osiris tankönyvek)
- Alan Baddeley–Michael W. Eysenck–Michael C. Anderson: Emlékezet; ford. Racsmány Mihály; Akadémiai, Budapest, 2010

## Munkaállomásai

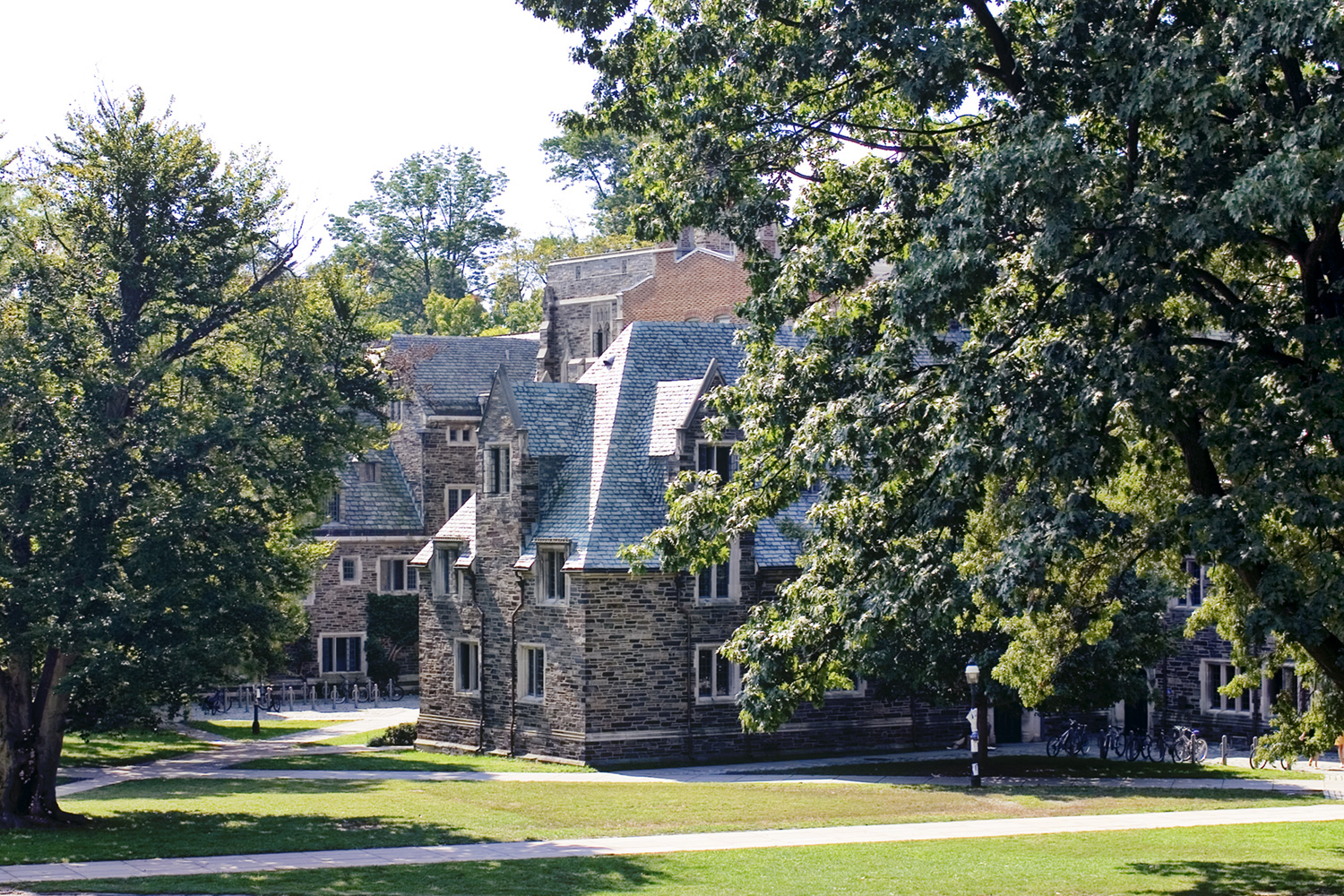
Kép a Princetoni Egyetem egyik épületegyütteséről
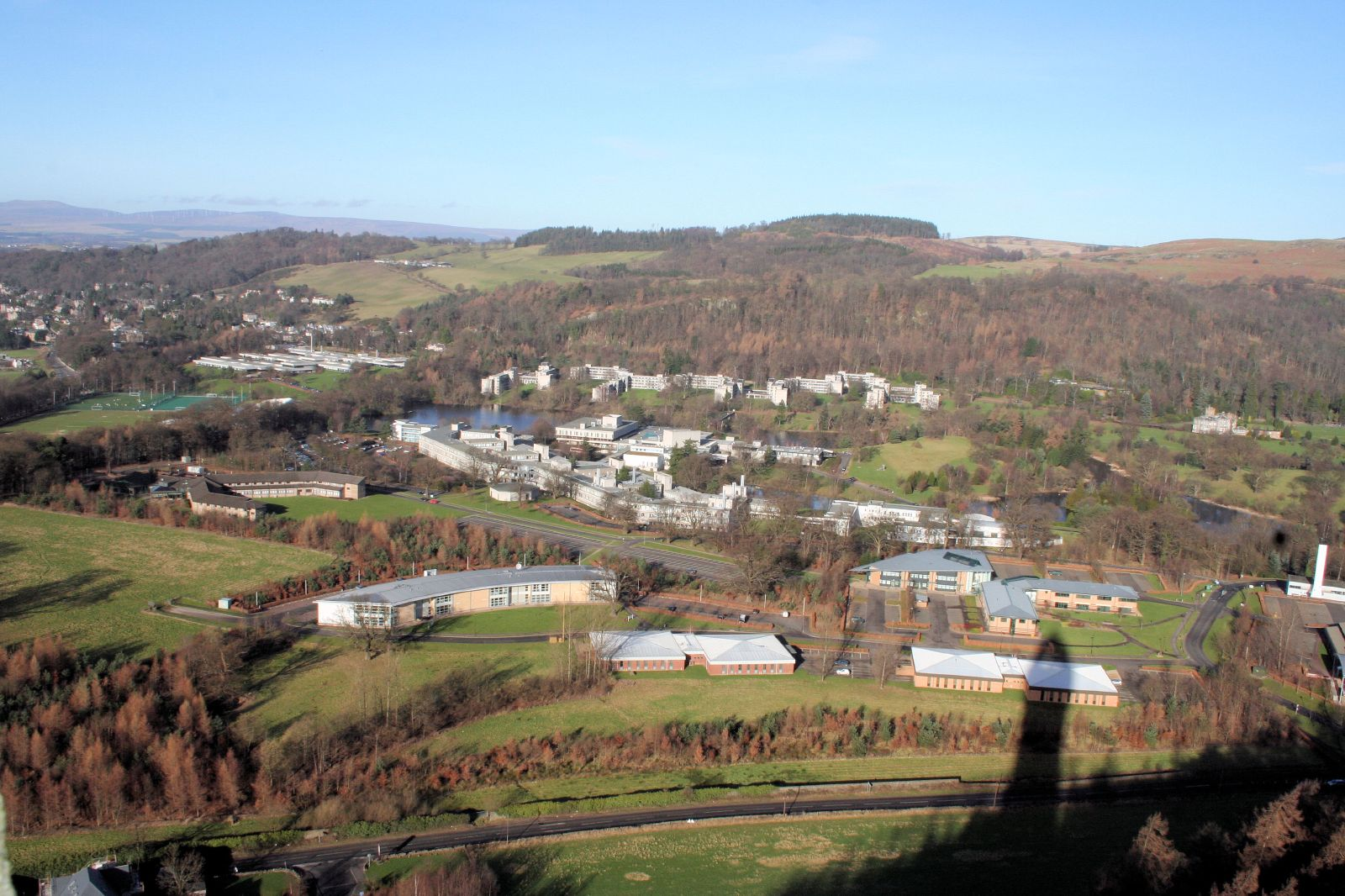
Légifelvétel a Stirling Egyetemről
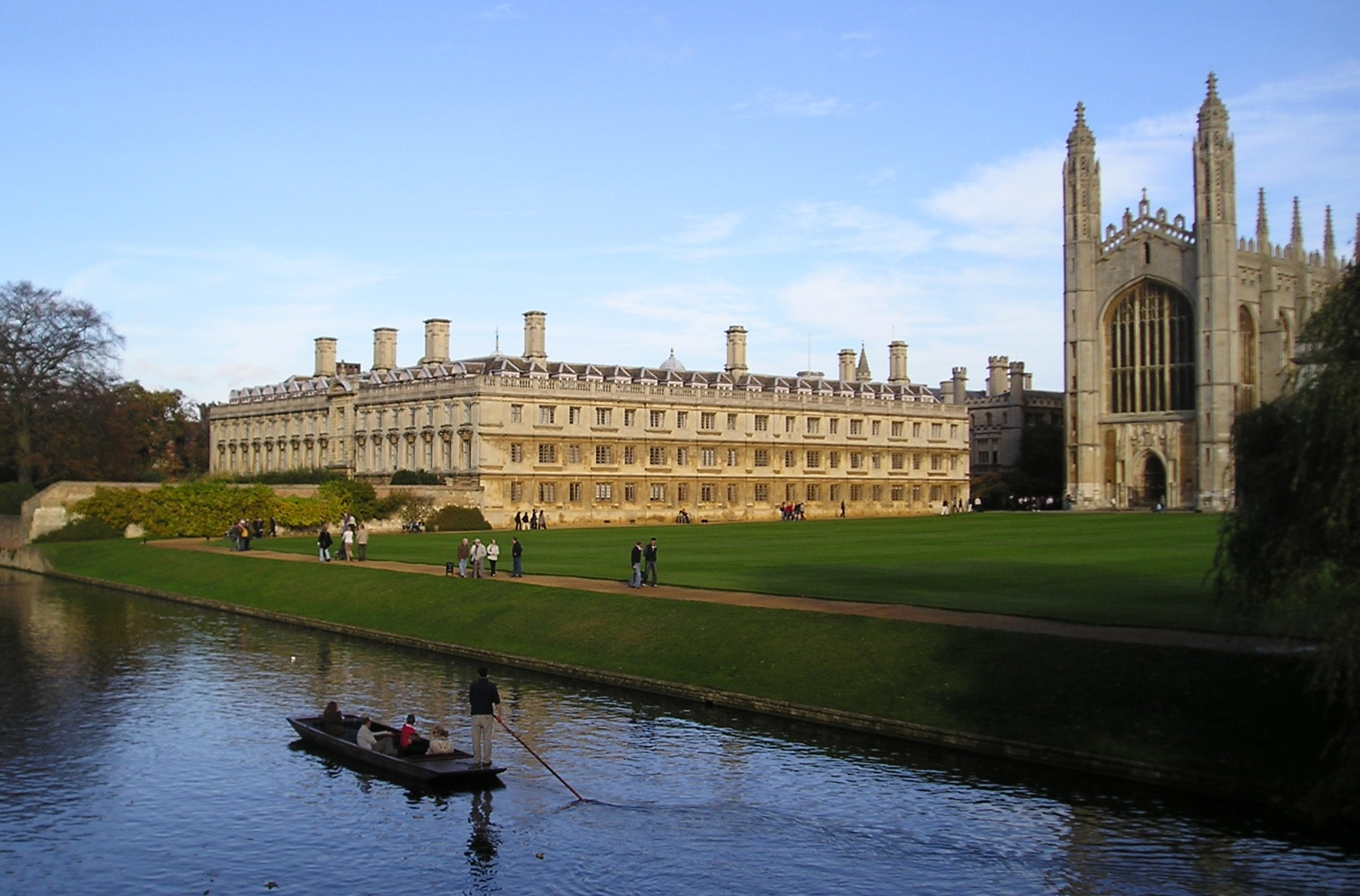
A Cambridge-i Egyetem legrégibb épületei a Cam folyó partján, balra a Clare College, jobbra a Királyi Templom
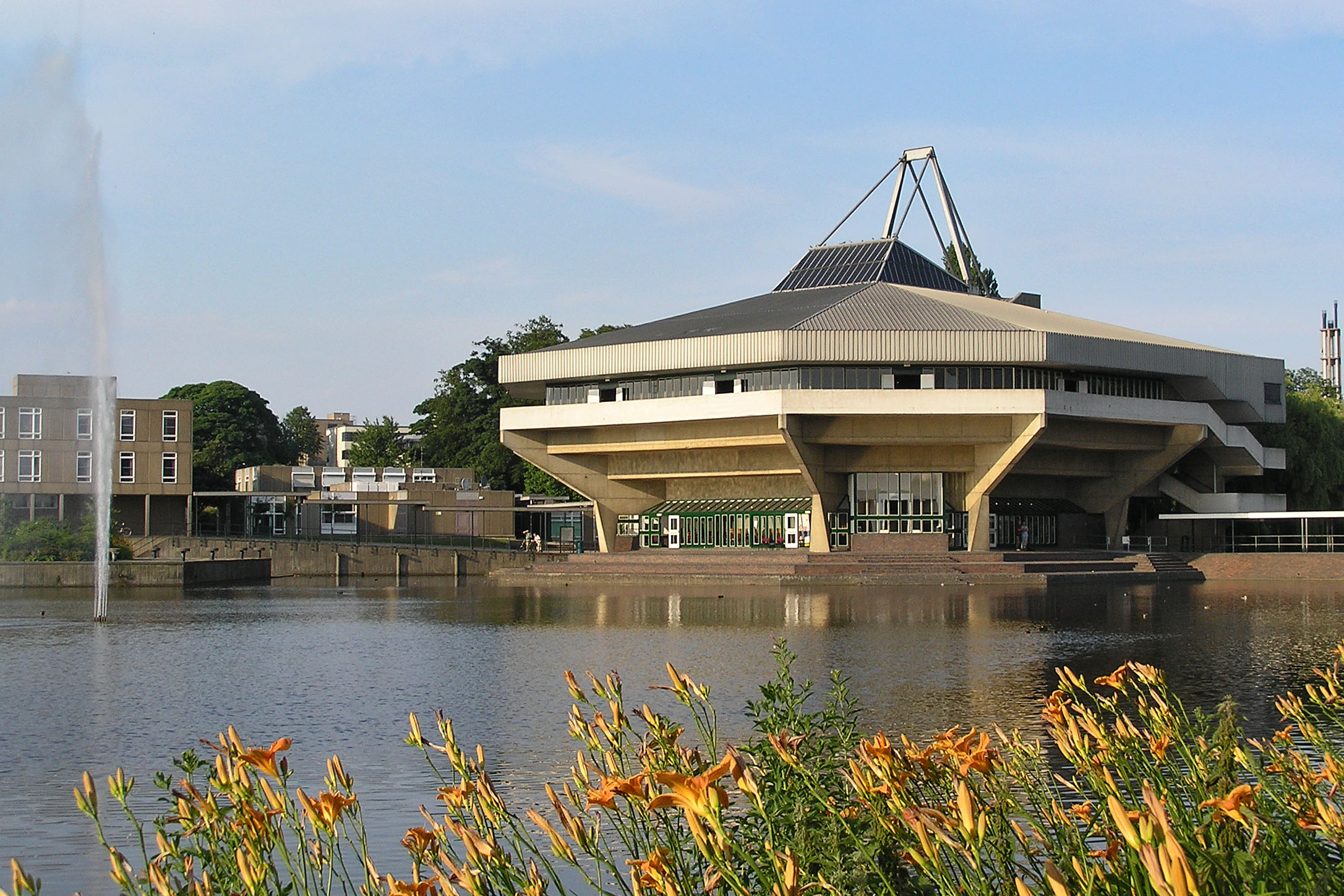
A York Egyetem központi csarnoka